# Klaus Kröppelien
Klaus Kröppelien (29 de junio de 1958) es un deportista de la RDA que compitió en remo.
Participó en los Juegos Olímpicos de Moscú 1980, obteniendo una medalla de oro en la prueba de doble scull. Ganó tres medallas en el Campeonato Mundial de Remo entre los años 1979 y 1982.

## Palmarés internacional
| Juegos Olímpicos   | Juegos Olímpicos  | Juegos Olímpicos | Juegos Olímpicos |
| Año                | Lugar             | Medalla          | Prueba           |
| ------------------ | ----------------- | ---------------- | ---------------- |
| 1980               | Moscú (URSS)      | Medalla de oro   | Doble scull      |
| Campeonato Mundial |                   |                  |                  |
| Año                | Lugar             | Medalla          | Prueba           |
| 1979               | Bled (Yugoslavia) | Medalla de oro   | Cuatro scull     |
| 1981               | Múnich (RFA)      | Medalla de oro   | Doble scull      |
| 1982               | Lucerna (Suiza)   | Medalla de plata | Doble scull      |